# 映美控股
映美控股有限公司，簡稱映美控股（英語：Jolimark Holdings Ltd.，港交所：2028），於1998年由歐柏賢（主席）創立名為「新會江裕信息產業有限公司」。
總部位於香港北角渣華道191號嘉華國際中心23A樓01室。主要業務在本港和國內經營生產和銷售打印机产品线和解决方案。
股份則在2005年6月29日於港交所主板上市。招股價為1.14港元，發行新股為125,000,000股，集資額為1.425億港元。

## 連結
- Jolimark.com （页面存档备份，存于）